# Phêrô Lâm Giai Thiện
Phêrô Lâm Giai Thiện (sinh 1934-2023, tiếng Anh: Peter Lin Jia-shan, tiếng Trung:林佳善) là một giám mục người Trung Quốc của Giáo hội Công giáo Rôma. Ông hiện đảm nhận chức vị do chính quyền Trung Quốc trao là Tổng giám mục chính tòa Tổng giáo phận Phúc Châu. Về phía Tòa Thánh cho rằng ông hiện là Giám mục Đại diện Tông Tòa Phủ doãn Tông Tòa Kiến Âu.

## Tiểu sử
Tổng giám mục Thiện sinh ngày 2 tháng 9 năm 1934 tại Trung Quốc. Sau khoảng thời gian tu tập, ông được phong chức lunh mục 11 tháng 5 năm 1981. Ông Tòa Thánh chọn và bí mật tấn phong giám mục ngày 13 tháng 7 năm 1997 hoặc năm 2001. Ông được chọn vào chức vụ Tổng giám mục Phó Tổng giáo phận Phúc Châu. Ngày 29 tháng 12 năm 2006, Tổng giám mục Gioan Dương Thọ Đạo qua đời, đương nhiên chức vụ Giám quản Giáo phận mà Tổng giám mục Đạo đã trao cho linh mục Phanxicô Lâm Vận Đoàn từ ngày 13 tháng 10 năm 2003 cũng chấm dứt. Nhân dịp Tổng giám mục Đạo bị cản tòa và bổ nhiệm linh mục Đoàn làm linh mục giám quản giáo phận, chính quyền lập tức đưa Tổng giám mục Phó Lâm Giai Thiện lên nhậm chức Tổng giám mục chính tòa năm 2004. Tòa Thánh không chấp nhận vụ việc này, nên khi Tổng giám mục Dương Thọ Đạo qua đời, đã bổ nhiệm Giám mục Ignatiô Hoàng Thủ Thành làm giám mục Giám quản Tông Tòa giáo phận Phúc Châu. Tuy vậy, ngày 30 tháng 7 năm 2016, Tổng giám mục giám quản Thành qua đời ở tuổi 93. Về giám mục Thiện, Tòa Thánh thuyên chuyển làm Đại diện Tông Tòa Hạt Phủ doãn Tông Tòa Kiến Âu cùng ngày 29 tháng 12 năm 2006.
Ông qua đời ngày 14 tháng 4 năm 2023, thọ 86 tuổi.